# Pardosa roeweri
Pardosa roeweri är en spindelart som beskrevs av Schenkel 1963. Pardosa roeweri ingår i släktet Pardosa och familjen vargspindlar. Inga underarter finns listade i Catalogue of Life.